# 인천광역시북구도서관
인천광역시교육청북구도서관(仁川廣域市 北區圖書館), 약칭 북구도서관은 인천광역시 부평구 신트리로 21(부평4동)에 있는 공립 도서관이다. 1991년 9월 26일에 개관하였으며, 관장은 홍순장이다.
2010년 3월 현재 23만 권의 장서를 보유하고 있다.

## 명칭
개관 당시 소재지가 속한 행정구역명은 현재의 부평구가 아닌 북구였다. 따라서 ‘북구도서관’이라는 이름은 당시의 행정구역명을 따른 것이었다. 그리고 개관 당시의 인천광역시는 인천직할시였기 때문에 정식 명칭은 인천직할시립 북구도서관(仁川直轄市立 北區圖書館)이었다. 이후 전국의 직할시가 광역시로 개편되던 1995년 1월 1일에 현재의 이름으로 변경하였다. 같은 해 3월 1일에 인천광역시 북구가 부평구로 이름이 바뀌고 일부 지역은 계양구로 분리되었는데, 도서관 이름은 그대로 ‘북구도서관’으로 남아 있다. 1982년 5월 18일에 개관한 ‘인천광역시 부평도서관’은 이미 존재하고 있어서 이 이름으로 바꿀 수 없다. 또한 ‘부평구도서관’으로 바꿀 경우 기존 부평도서관과 혼동될 수 있다.
이 도서관의 현행 영문 표기는 Incheon Bukgu Public Library이다. 국어의 로마자 표기법에 따르면 행정 구역 단위인 ‘구’는 ‘-gu’의 형태로 붙임표(-)를 붙여야 하지만, 현재 ‘북구’는 인천에 존재하는 행정 구역 이름이 아니므로 보통의 고유 명사로 취급돼서 붙임표 없이 ‘Bukgu’로 적는다.

## 주요 사업
- 지역 평생 교육 정보 센터
- 1일 독서교실
- 여름 겨울 독서교실
- 여름 겨울 예절교실
- 도서관 주간 및 독서의 달
- 알뜰도서 교환장터 운영
- 지역 및 순회문고 운영
- 납본 업무 대행
- 학교 도서관 담당자 연수회
- 학교 도서관 현장 실무 지원

## 시설안내
- 1층: 관장실, 관리과, 정보화교육실, 제2평생학습실 (본관)
- 1층: 상담실, 어린이자료실, 제1평생학습실 (신관)
- 2층: 열람봉사과, 제1~3열람실 (본관)
- 2층: 디지털자료실, 정기간행물실 (신관)
- 3층: 금빛평생교육봉사단, 문헌정보과, 제4열람실, 지식누리터, 평생교육운영과, 휴게실 (본관)
- 3층: 종합자료실 (신관)
- 4층: 대공연장, 제3~5평생학습실 (신관)
- 지하1층: 매점, 보존서고 (본관), 주차장 (신관)

## 이용시간
- 종합자료실 - 09:00~22:00 (화요일~금요일), 09:00~17:00 (주말)
- 디지털자료실, 어린이자료실, 정기간행물실 - 09:00~18:00 (화요일~금요일), 09:00~17:00 (주말)
- 일반열람실 (제1~4열람실), 지식누리터 (복합정보문화공간) - 06:00~23:00
- 매점 - 08:00~20:00

## 정기휴관일
- 매주 월요일, 일요일을 제외한 법정공휴일 (단, 일요일이 법정공휴일과 겹치는 경우 휴관), 임시휴관일